# Список журналов Украинской ССР
Список содержит информацию о журналах, официально издававшихся на территории Украинской Советской Социалистической Республики в период с 1919 по 1991 год.
В список не включены:
- Неофициальные (самиздатовские) журналы, которые не проходили регистрацию во Всесоюзной книжной палате — главном органе государственной библиографии СССР, и не получали ISSN;
- Журналы, издававшиеся на территории современной Украины до образования Украинской ССР (т. е. до марта 1919 года) и после прекращения существования Украинской ССР (т. е. после августа 1991 года), а также журналы издававшиеся за пределами Украинской ССР, например в Западной Украине до 1939 года или в Крымской области до 1954 года;
- Периодические издания, не являющиеся журналами (газеты, бюллетени, сборники, альманахи) согласно летописям Всесоюзной книжной палаты.

| Название                                                                                               | Название в переводе                                                                                    | Подзаголовок | Ответственный | Город издания   | Издательство | Годы издания | Периодичность                   | Язык                                       | ISSN       | Примечание |
| --- | --- | --- | --- | --------------- | --- | ------------ | ------------------------------- | ------------------------------------------ | ---------- | --- |
| Автоматика                                                                                             | Автоматика                                                                                             | Научно-технический журнал | Академия наук УССР, Научно-технический комплекс Институт кибернетики им. М. В. Глушкова | Киев            | Наукова думка | 1956—        | 1 раз в 2 месяца                | русский, резюме на английском              | 0572-2691  | |
| Автоматическая сварка                                                                                  | Автоматическая сварка                                                                                  | Ежемесячный научно-технический и производственный журнал | Академия наук УССР, Научно-технический комплекс Институт электросварки им. Е. О. Патона | Киев            | Наукова думка | 1948—        | 1 раз в месяц                   | русский                                    | 0005-111X  | |
| Барвинок                                                                                               | Барвинок                                                                                               | Журнал ЦК ЛКСМУ и Республиканского совета Всесоюзной пионерской организации им. В. И. Ленина для школьников младших классов | — | Киев            | Молодь | 1950—        | 1 раз в месяц                   | русский                                    | 0320-7471  | Видавався окремо українською мовою: «Барвінок». |
| Барвінок                                                                                               | Барвинок                                                                                               | Журнал ЦК ЛКСМУ и Республиканского совета Всесоюзной пионерской организации им. В. И. Ленина для школьников младших классов | — | Киев            | Молодь | 1928—        | 1 раз в месяц                   | украинский                                 | 0132-5930  | Видавався окремо російською мовою: «Барвинок». |
| Биополимеры и клетка = Biopolymers and Cell                                                            | Биополимеры и клетка = Biopolymers and Cell                                                            | Всесоюзный научно-теоретический журнал; ← Научно-теоретический журнал | Академия наук УССР, Отделение биохимии, физиологии и теоретической медицины | Киев            | Наукова думка | 1985—        | 1 раз в 2 месяца                | русский, резюме на английском              | 0233-7657  | |
| Будівництво і архітектура; ← Архітектура і будівництво                                                 | Строительство и архитектура; ← Архитектура и строительство                                             | | | Киев            | Будівельник | 1953—1959    |                                 | украинский                                 | нет        | Выходил также на русском языке: «Строительство и архитектура». |
| Вісник Академії наук Української РСР                                                                   | Вестник Академии наук Украинской ССР                                                                   | Ежемесячный журнал Президиума Академии наук УССР | — | Киев            | Наукова думка | 1928—        | 1 раз в месяц                   | украинский                                 | 0372-6436  | |
| Вестник зоологии                                                                                       | Вестник зоологии                                                                                       | Научный журнал Института зоологии им. И. И. Шмальгаузена Академии наук УССР | — | Киев            | Наукова думка | 1967—        | 1 раз в 2 месяца                | русский, резюме на английском              | 0084-5604  | |
| Вісник сільськогосподарської науки                                                                     | Вестник сельскохозяйственной науки                                                                     | Научно-теоретический журнал. Орган Министерства сельского хозяйства УССР | — | Киев            | Урожай | 1957—        | 1 раз в месяц                   | украинский. резюме на русском              | 0042-7020  | |
| Вітчизна                                                                                               | Отчизна                                                                                                | Литературно-художественный и общественно-политический ежемесячник Союза писателей Украины | — | Киев            | Радянський письменник | 1933—        | 1 раз в месяц                   | украинский                                 | 0131-2561  | |
| Всесвіт                                                                                                | Весь мир                                                                                               | Ежемесячный литературно-художественный и общественно-политический журнал. Орган Союза писателей Украины, Украинского общества дружбы и культурной связи с зарубежными странами и Украинского республиканского комитета защиты мира; ← Литературно-художественный и общественно-политический журнал. Орган Союза писателей Украины, Украинского общества дружбы и культурной связи с зарубежными странами и Украинского республиканского комитета защиты мира | — | Киев            | Радянський письменник | 1925—        | 1 раз в месяц                   | украинский                                 | 0320-8370  | |
| Врачебное дело                                                                                         | Врачебное дело                                                                                         | Ежемесячный научно-практический журнал | Министерство здравоохранения УССР | Киев            | Здоров’я; ← [б. и.] | 1918—        | 1 раз в месяц                   | русский                                    | 0049-6804  | |
| Геологический журнал                                                                                   | Геологический журнал                                                                                   | Научный журнал | Академия наук УССР, Отделение наук о Земле, Министерство геологии УССР; ← Академия наук УССР, Отделение геологии, геохимии и геофизики, Министерство геологии УССР; ← Академия наук УССР, Отделение геологии, геофизики и геохимии, Министерство геологии УССР | Киев            | Наукова думка | 1968—        | 1 раз в 2 месяца                | русский, резюме на английском              | 0367-4290  | Издавался также на украинском языке: «Геологічний журнал»; повторял год его издания: с 1934. |
| Геологічний журнал                                                                                     | Геологический журнал                                                                                   | | | Киев            | Наукова думка | 1934—1977    | 1 раз в 2 месяца                | украинский                                 | нет        | Издавался также на русском языке: «Геологический журнал». |
| Геофизический журнал = The Journal of Geophysics                                                       | Геофизический журнал = The Journal of Geophysics                                                       | Научно-теоретический журнал | Академия наук УССР, Отделение наук о Земле; ← Академия наук УССР, Отделение геологии, геохимии и геофизики; ← Академия наук УССР, Отделение геологии, геофизики и геохимии | Киев            | Наукова думка | 1979—        | 1 раз в 2 месяца                | русский, резюме на английском              | 0203-3100  | |
| Гидробиологический журнал = Hydrobiological Journal                                                    | Гидробиологический журнал = Hydrobiological Journal                                                    | Научный журнал | Академия наук УССР, Отделение общей биологии | Киев            | Наукова думка | 1965—        | 1 раз в 2 месяца                | русский, резюме на английском              | 0375-8990  | |
| Дніпро                                                                                                 | Днепр                                                                                                  | Литературно-художественный и общественно-политический ежемесячный журнал. Орган ЦК ЛКСМУ | — | Киев            | Молодь | 1927—        | 1 раз в месяц                   | украинский                                 | 0130-321X  | |
| Доклады Академии наук Украинской ССР. Серия А: Физико-математические и технические науки               | Доклады Академии наук Украинской ССР. Серия А: Физико-математические и технические науки               | Научный журнал Президиума Академии наук УССР | | Киев            | Наукова думка | 1975—        | 1 раз в месяц                   | русский                                    | 0201-8446  | Видавався окремо українською мовою: «Доповіді Академії наук Української РСР. Серія А: Фізико-математичні та фізичні науки». |
| Доклады Академии наук Украинской ССР. Серия Б: Геологические, химические и биологические науки         | Доклады Академии наук Украинской ССР. Серия Б: Геологические, химические и биологические науки         | Научный журнал Президиума Академии наук УССР | | Киев            | Наукова думка | 1975—        | 1 раз в месяц                   | русский                                    | 0201-8454  | Видавався окремо українською мовою: «Доповіді Академії наук Української РСР. Серія Б: Геологічні, хімічні та біологічні науки».                                                                                                 |
| Доповіді Академії наук Української РСР                                                                 | Доклады Академии наук Украинской ССР                                                                   | | | Киев            | Наукова думка | 1939—        | 1 раз в месяц                   | украинский                                 |            | З 1967 року розділений на 2 окремі журнали: «Доповіді Академії наук Української РСР. Серія А: Фізико-математичні та фізичні науки», «Доповіді Академії наук Української РСР. Серія Б: Геологічні, хімічні та біологічні науки». |
| Доповіді Академії наук Української РСР. Серія А: Фізико-математичні та фізичні науки                   | Доклады Академии наук Украинской ССР. Серия А: Физико-математические и физические науки                | Ежемесячный научный журнал Президиума Академии наук УССР | | Киев            | Наукова думка | 1967—        | 1 раз в месяц                   | украинский                                 | 0002-3531  | Видавався окремо російською мовою: «Доклады Академии наук Украинской ССР. Серия А: Физико-математические и технические науки».                                                                                                  |
| Доповіді Академії наук Української РСР. Серія Б: Геологічні, хімічні та біологічні науки               | Доклады Академии наук Украинской ССР. Серия Б: Геологические, химические и биологические науки         | Ежемесячный научный журнал Президиума Академии наук УССР | | Киев            | Наукова думка | 1967—        | 1 раз в месяц                   | украинский                                 | 0002-3523  | Видавався окремо російською мовою: «Доклады Академии наук Украинской ССР. Серия Б: Геологические, химические и биологические науки».                                                                                            |
| Донбас                                                                                                 | Донбасс                                                                                                | Литературно-художественный и общественно-политический журнал Союза писателей Украины | — | Донецк          | Донбасс | 1923—        | 1 раз в месяц                   | украинский, русский                        | 0321-1363  | |
| Дошкільне виховання                                                                                    | Дошкольное воспитание                                                                                  | Ежемесячный методический журнал Министерства просвещения УССР | — | Киев            | Радянська школа | 1931—        | 1 раз в месяц                   | украинский                                 | 0321-1401  | |
| Економіка Радянської України                                                                           | Экономика Советской Украины                                                                            | Политико-экономический журнал Госплана УССР и Академии наук УССР | — | Киев            | Радянська Україна | 1958—        | 1 раз в месяц                   | украинский                                 | 0131-775X  | Видавався окремо російською мовою: «Экономика Советской Украины». |
| Жовтень                                                                                                | Октябрь                                                                                                | Ежемесячный литературно-художественный и общественно-политический журнал Союза писателей Украины | — | Львов           | Каменяр | 1940—        | 1 раз в месяц                   | украинский                                 | 0131-0100  | |
| Журнал ушных, носовых и горловых болезней                                                              | Журнал ушных, носовых и горловых болезней                                                              | Двухмесячный научно-практический журнал | Министерство здравоохранения УССР, Украинское научное общество отоларингологов | Киев            | Здоров’я | 1924—        | 1 раз в 2 месяца                | русский, резюме на английском              | 0044-4650  | |
| Заклик                                                                                                 | Призыв                                                                                                 | Республиканский ежемесячный общественно-политический и литературно-художественный журнал. Орган Центрального правления Украинского общества слепых | — | Киев            | — | 1966—        | 1 раз в месяц                   | украинский                                 | 0134-5621  | Видавався окремо російською мовою: «Призыв». |
| Знання та праця                                                                                        | Знание и труд                                                                                          | Ежемесячный научно-популярный журнал ЦК ЛКСМ Украины для юношества | — | Киев            | Молодь | 1929—        | 1 раз в месяц                   | украинский                                 | 0130-1632  | |
| Кибернетика                                                                                            | Кибернетика                                                                                            | Научно-теоретический журнал Научно-технического комплекса «Институт кибернетики им. В. М. Глушкова»; ← Научно-теоретический журнал кибернетического центра Академии наук УССР | — | Киев            | Наукова думка | 1965         | 1 раз в 2 месяца                | русский, резюме на английском              | 0023-1274  | |
| Кинематика и физика небесных тел                                                                       | Кинематика и физика небесных тел                                                                       | Научно-теоретический журнал | Академия наук УССР, Отделение физики и астрономии | Киев            | Наукова думка | 1985—        | 1 раз в 2 месяца                | русский                                    | 0233-7665  | |
| Київ                                                                                                   | Киев                                                                                                   | Ежемесячный литературно-художественный и общественно-политический журнал Союза писателей Украины и Киевской писательской организации; ← Литературно-художественный и общественно-политический журнал Союза писателей Украины и Киевской писательской организации | — | Киев            | Радянський письменник | 1983—        | 1 раз в месяц                   | украинский                                 | 0208-0710  | |
| Клиническая хирургия                                                                                   | Клиническая хирургия                                                                                   | Ежемесячный научно-практический журнал | Министерство здравоохранения УССР | Киев            | Здоров’я | 1921—        | 1 раз в месяц                   | русский, резюме на английском              | 0023-2130  | |
| Коммунист Украины                                                                                      | Коммунист Украины                                                                                      | Теоретический и политический журнал ЦК КП Украины | — | Киев            | Радянська Україна | 1950—        | 1 раз в месяц                   | русский                                    | 0023-3110  | Видавався окремо українською мовою: «Комуніст України»; повторял год его издания: с 1925 г. |
| Комуніст України                                                                                       | Коммунист Украины                                                                                      | Теоретический и политический журнал ЦК КП Украины | — | Киев            | Радянська Україна | 1925—        | 1 раз в месяц                   | украинский                                 | 0130-2434  | Видавався окремо російською мовою: «Коммунист Украины». |
| Криобиология = Criobiology                                                                             | Криобиология = Criobiology                                                                             | Научно-теоретический журнал | Академия наук СССР, Отделение физиологии, Академия наук УССР, Отделение биохимии, физиологии и теоретический медицины | Киев            | Наукова думка | 1985—        | 1 раз в квартал                 | русский, резюме на английском              | 0233-7673  | |
| Людина і світ                                                                                          | Человек и мир                                                                                          | Ежемесячный научно-популярный атеистический журнал Общества «Знание» УССР | — | Киев            | Радянська Україна | 1960—        | 1 раз в месяц                   | украинский                                 | 0132-084X  | |
| Малятко                                                                                                | Малыш                                                                                                  | Ежемесячный журнал ЦК ЛКСМ Украины для детей дошкольного возраста | — | Киев            | Молодь | 1960—        | 1 раз в месяц                   | украинский                                 | 0132-3288  | |
| Металлофизика                                                                                          | Металлофизика                                                                                          | Научно-теоретический журнал | Академия наук УССР, Отделение физики и астрономии; ← Академия наук УССР, Отделение физики | Киев            | Наукова думка | 1979—        | 1 раз в 2 месяца                | русский                                    | 0204-3580  | |
| Механізація сільского господарства                                                                     | Механизация сельского хозяйства                                                                        | Ежемесячный научно-производственный журнал. Орган Государственного комитета УССР по производственно-техническому обеспечению сельского хозяйства | — | Киев            | Урожай | 1950—        | 1 раз в месяц                   | украинский                                 | 0321-1894  | |
| Микробиологический журнал                                                                              | Микробиологический журнал                                                                              | Научный журнал | Академия наук УССР, Институт микробиологии и вирусологии им. Д. К. Заболотного | Киев            | Наукова думка | 1934—        | 1 раз в 2 месяца                | русский, резюме на английском              | 0201-8462  | |
| Минералогический журнал                                                                                | Минералогический журнал                                                                                | Научно-теоретический журнал | Академия наук СССР, Отделение геологии, геофизики и геохимии, Академия наук УССР, Отделение наук о Земле; ← Академия наук СССР, Отделение геологии, геофизики и геохимии, Академия наук УССР, Отделение геологии, геохимии, геофизики; ← Академия наук СССР, Отделение геологии, геофизики и геохимии, Академия наук УССР, Отделение геологии, геофизики и геохимии | Киев            | Наукова думка | 1979—        | 1 раз в 2 месяца                | русский, резюме на английском              | 0204-3548  | |
| Мовознавство                                                                                           | Языкознание                                                                                            | Научно-теоретический журнал Отделения литературы, языка и искусствознания Академии наук УССР | — | Киев            | Наукова думка | 1967—        | 1 раз в 2 месяца                | украинский                                 | 0027-2833  | |
| Морской гидрофизический журнал                                                                         | Морской гидрофизический журнал                                                                         | Научно-теоретический журнал Отделения наук о Земле Академии наук УССР | — | Киев            | Наукова думка | 1985—        | 1 раз в 2 месяца                | русский, резюме на английском              | 0233-7584  | |
| Музика                                                                                                 | Музыка                                                                                                 | Журнал по вопросам музыкальной культуры. Орган Министерства культуры УССР, Союза композиторов Украины и Музыкального общества УССР | — | Киев            | Музична Україна | 1923—        | 1 раз в 2 месяца                | украинский                                 | 0131-2367  | |
| Народна творчість та етнографія                                                                        | Народное творчество и этнография                                                                       | Научно-популярный журнал. Орган Института искусствознания, фольклора та этнографии им. М. Ф. Рыльского Академии наук УССР и Министерства культуры УССР | — | Киев            | Наукова думка | 1925—        | 1 раз в 2 месяца                | украинский                                 | 0130-6936  | |
| Наука і суспільство; ← 3нання                                                                          | Наука и общество; ← 3нание                                                                             | Популярно об открытиях, достижениях, находках: Ежемесячный научно-популярный журнал. Общества «Знание» УССР | — | Киев            | Радянська Україна | 1923—        | 1 раз в месяц                   | украинский                                 | 0130-7037  | |
| Нейрофизиология = Neurophysiology                                                                      | Нейрофизиология = Neurophysiology                                                                      | Научно-теоретический журнал | Академия наук СССР, Отделение физиологии, Академия наук УССР, Отделение биохимии, физиологии и теоретической медицины | Киев            | Наукова думка | 1969—        | 1 раз в 2 месяца                | русский, резюме на английском              | 0028-2561  | |
| Новини кіноекрана; ← Новини кіноекрану                                                                 | Новости киноэкрана                                                                                     | Ежемесячный критико-публицистический иллюстрированный журнал. Орган Государственного комитета УССР по кинематографии и Союза кинематографистов Украины | — | Киев            | Всесоюзное бюро пропаганды киноискусства, (украинское отделение); ← Бюро пропаганды советского искусства, (украинское отделение) | 1961—        | 1 раз в месяц                   | украинский                                 | 0134-5613  | |
| Образотворче мистецтво                                                                                 | Изобразительное искусство                                                                              | Журнал по вопросам теории и практики украинского изобразительного искусства. Орган Министерства культуры УССР и Союза художников Украины | — | Киев            | Мистецство | 1935—        | 1 раз в 2 месяца                | украинский                                 | 0130-1799  | |
| Ортопедия, травматология и протезирование                                                              | Ортопедия, травматология и протезирование                                                              | Ежемесячный научно-практический журнал | Министерство здравоохранения СССР, Всесоюзное научное общество травматологов-ортопедов | Москва, Харьков | Медицина | 1927—        | 1 раз в месяц                   | русский, резюме на английском              | 0030-5987  | |
| Офтальмологический журнал                                                                              | Офтальмологический журнал                                                                              | Научно-практический журнал | Министерство здравоохранения УССР | Одесса          | Здоров’я | 1946—        | 8 раз в год                     | русский, резюме на английском              | 0030-0675  | |
| Педіатрія, акушерство і гінекологія                                                                    | Педиатрия, акушерство и гинекология                                                                    | Двухмесячный научно-практический журнал Министерства здравоохранения УССР | — | Киев            | Здоров’я | 1936—        | 1 раз в 2 месяца                | украинский, резюме на английском           | 0031-4048  | |
| Перець                                                                                                 | Перец                                                                                                  | [б. п.] | — | Киев            | Радянська Україна | 1927—        | 2 раза в месяц                  | украинский                                 | 0132-4462  | |
| Під прапором ленінізму                                                                                 | Под знаменем ленинизма                                                                                 | Журнал ЦК КП Украины | — | Киев            | Радянська Україна | 1941—        | 2 раза в месяц                  | украинский                                 | 0132-5949  | Видавався окремо російською мовою: «Под знаменем ленинизма». |
| Пионерия                                                                                               | Пионерия                                                                                               | Ежемесячный детский журнал ЦК ЛКСМУ и Республиканского совета Всесоюзной пионерской организации им. В. И. Ленина | — | Киев            | Молодь | 1950—        | 1 раз в месяц                   | русский                                    | 0130-8017  | Видавався окремо українською мовою: «Піонерія»; повторял год его издания: с 1941 г. |
| Піонерія                                                                                               | Пионерия                                                                                               | Ежемесячный детский журнал ЦК ЛКСМУ и Республиканского совета Всесоюзной пионерской организации им. В. И. Ленина | — | Киев            | Молодь | 1923—        | 1 раз в месяц                   | украинский                                 | 0132-0726  | Видавався окремо російською мовою: «Пионерия». |
| Под знаменем ленинизма                                                                                 | Под знаменем ленинизма                                                                                 | Журнал ЦК КП Украины | — | Киев            | Радянська Україна | 1953—        | 2 раза в месяц                  | русский                                    | 0130-8130  | Видавався окремо українською мовою: «Під прапором ленінізму»; повторял год его издания: с 1941 г.. |
| Порошковая металлургия                                                                                 | Порошковая металлургия                                                                                 | Ежемесячный научно-технический журнал. Орган института проблем материаловедения Академии наук УССР | — | Киев            | Наукова думка | 1961—        | 1 раз в месяц                   | русский, резюме на английском              | 0032-4795  | |
| Початкова школа                                                                                        | Начальная школа                                                                                        | Ежемесячный педагогическо-методический журнал Министерства просвещения УССР | — | Киев            | Радянська школа | 1969—        | 1 раз в месяц                   | украинский                                 | 0131-5358  | |
| Православний вісник                                                                                    | Православный вестник                                                                                   | Издание Экзарха всея Украины, Митрополита Киевского и Галицкого | — | Киев            | — | 1946—        | 1 раз в месяц                   | украинский                                 | 0203-5863  | |
| Прапор                                                                                                 | Знамя                                                                                                  | Ежемесячный литературно-художественный и общественно-политический журнал Союза писателей Украины | — | Харьков         | Прапор | 1956—        | 1 раз в месяц                   | украинский                                 | 0130-1608  | |
| Призыв                                                                                                 | Призыв                                                                                                 | Республиканский ежемесячный общественно-политический и литературно-художественный журнал. Орган Центрального правления Украинского общества слепых | — | Киев            | — | 1966—        | 1 раз в месяц                   | русский                                    | 0130-8564  | Видавався окремо українською мовою: «Заклик». |
| Прикладная механика                                                                                    | Прикладная механика                                                                                    | Ежемесячный научно-технический журнал | Академия наук УССР, Институт механики | Киев            | Наукова думка | 1960—        | 1 раз в 2 месяца                | русский                                    | 0037-4474  | |
| Проблемы прочности                                                                                     | Проблемы прочности                                                                                     | Ежемесячный научно-технический журнал Института проблем прочности Академии наук УССР | — | Киев            | Наукова думка | 1969—        | 1 раз в месяц                   | русский                                    | 0556-171X  | |
| Проблемы специальной электрометаллургии                                                                | Проблемы специальной электрометаллургии                                                                | Научно-теоретический и производственный журнал | Академия наук УССР, Институт электросварки им. Е. О. Па- тона | Киев            | Наукова думка | 1985—        | 1 раз в квартал                 | русский                                    | 0233-7681  | |
| Промышленная теплотехника                                                                              | Промышленная теплотехника                                                                              | Научно-прикладной журнал | Академия наук УССР, Отделение физико- технических проблем энергетики | Киев            | Наукова думка | 1979—        | 1 раз в 2 месяца                | русский, резюме на английском              | 0204-3602  | |
| Радуга                                                                                                 | Радуга                                                                                                 | Ежемесячный литературно-художественный и общественно-политический журнал. Орган Союза писателей Украины | — | Киев            | Радянський письменник | 1950—        | 1 раз в месяц                   | русский                                    | 0131-8136  | |
| Радянська жінка                                                                                        | Советская женщина                                                                                      | Ежемесячный общественно-политический и литературно-художественный журнал | — | Киев            | Радянська Україна | 1920—        | 1 раз в месяц                   | украинский                                 | 0131-6753  | Приложение: вкладка-выкройка |
| Радянська школа                                                                                        | Советская школа                                                                                        | Ежемесячный научно-педагогический журнал. Орган Министерства просвещения УССР | — | Киев            | Радянська школа | 1922—        | 1 раз в месяц                   | украинский                                 | 0131-6788  | |
| Радянське літературознавство                                                                           | Советское литературоведение                                                                            | Научно-теоретический журнал. Орган Института литературы им. Т. Г. Шевченко Академии наук УССР и Союза писателей Украины | — | Киев            | Наукова думка | 1957—        | 1 раз в месяц                   | украинский                                 | 0131-0194  | |
| Радянське право                                                                                        | Советское право                                                                                        | Научно-практический журнал Министерства юстиции УССР, Прокуратуры УССР, Института государства и права Академии наук УССР | — | Киев            | Наукова думка | 1922—        | 1 раз в месяц                   | украинский                                 | 0132-1331  | |
| Ранок                                                                                                  | Утро                                                                                                   | Общественно-политический и литературно-художественный иллюстрированный журнал ЦК ЛКСМУ | — | Киев            | Молодь | 1953—        | 1 раз в месяц                   | украинский                                 | 0130-545X  | |
| Русский язык и литература в средних учебных заведениях УССР; ← Русский язык и литература в школах УССР | Русский язык и литература в средних учебных заведениях УССР; ← Русский язык и литература в школах УССР | Ежемесячный научно-методический журнал Министерства высшего и среднего специального образования УССР, Министерства просвещения УССР, Государственного комитета УССР по профессионально-техническому образованию; ← Научно- методический журнал Министерства просвещения УССР | — | Киев            | Радянська школа | 1976—        | 1 раз в месяц; ← 2 разf в месяц | русский                                    | 0205-471X  | |
| Сверхтвёрдые материалы                                                                                 | Сверхтвёрдые материалы                                                                                 | Создание. Производство. Исследования. Применение; Научно-теоретический журнал. | Академия наук СССР, Отделение физико-химии технологии неорганических материалов, Академия наук УССР, Отделение физико-технических проблем материаловедения. | Киев            | Наукова думка | 1979—        | 1 раз в 2 месяца                | русский                                    | 0203-3119  | |
| Сільське будівництво                                                                                   | Сельское строительство                                                                                 | Ежемесячный популярный технический журнал. Орган Министерства сельского строительства УССР и Украинского межколхозного объединения по строительству (Укрмежколхозстрой) | — | Киев            | Будівельник | 1951—        | 1 раз в месяц                   | украинский                                 | 0131-6281  | |
| Соціалістична культура                                                                                 | Социалистическая культура                                                                              | Массовый общественно-политический ежемесячник теории и практики культурного строительства. Орган Министерства культуры УССР и Украинского республиканского совета профсоюзов | — | Киев            | Радянська Україна; ← [б. и.] | 1921—        | 1 раз в месяц                   | украинский                                 | 0132-1544  | |
| Старт                                                                                                  | Старт                                                                                                  | Ежемесячный журнал. Орган Комитета по физической культуре и спорту при Совете Министров УССР | — | Киев            | Молодь | 1922—        | 1 раз в месяц                   | украинский                                 | 0131-890X  | |
| Строительство и архитектура                                                                            | Строительство и архитектура                                                                            | Ежемесячный производственно-технический журнал Государственного комитета УССР по делам строительства и Союза архитекторов Украины; ← Журнал Государственного комитета УССР по делам строительства и Союза архитекторов Украины | — | Киев            | Будівельник | 1957—        | 1 раз в месяц                   | русский                                    | 0321-4346  | Выходил также на украинском языке: «Будівництво і архітектура»; повторял год его издания: с 1953. |
| Теоретическая и экспериментальная химия                                                                | Теоретическая и экспериментальная химия                                                                | Научно-теоретический журнал | Академия наук УССР, Отделение химии и химической технологии | Киев            | Наукова думка | 1965—        | 1 раз в 2 месяца                | русский                                    | 0497-2627  | |
| Техническая электродинамика                                                                            | Техническая электродинамика                                                                            | Научно-прикладной журнал | Академия наук УССР, Отделение физико-технических проблем энергетики | Киев            | Наукова думка | 1979—        | 1 раз в 2 месяца                | русский                                    | 0204- 3599 | |
| Тваринництво України                                                                                   | Животноводство Украины                                                                                 | Ежемесячный научно-производственный журнал Министерства сельского хозяйства УССР | — | Киев            | Урожай | 1926—        | 1 раз в месяц                   | украинский                                 | 0321-1525  | |
| Уголь Украины                                                                                          | Уголь Украины                                                                                          | Ежемесячный научно-технический и производственный журн. Орган Министерства угольной промышленности УССР и Украинского республиканского правления Научно-технического горного общества | — | Киев            | Техніка | 1957—        | 1 раз в месяц                   | русский                                    | 0041-5804  | |
| Украинский биохимический журнал = The Ukrainian Biochemical Journal                                    | Украинский биохимический журнал = The Ukrainian Biochemical Journal                                    | Научно-теоретический журнал | Академия наук УССР, Институт биохимии им. А. В. Палладина | Киев            | Наукова думка | 1926—        | 1 раз в 2 месяца                | русский, резюме на английском              | 0201-8470  | |
| Украинский математический журнал                                                                       | Украинский математический журнал                                                                       | Научный журнал | Академия наук УССР, Институт математики | Киев            | Наукова думка | 1949—        | 1 раз в 2 месяца                | русский                                    | 0041-6053  | |
| Украинский физический журнал                                                                           | Украинский физический журнал                                                                           | Научный журнал | Академия наук УССР, Отделение физики и астрономии; ← Академия наук УССР, Отделение физики | Киев            | Наукова думка | 1967—        | 1 раз в месяц                   | русский, резюме на английском              | 0503-1265  | Выходил также на украинском языке «Український фізичний журнал»; повторял год его издания: с 1956. |
| Украинский химический журнал                                                                           | Украинский химический журнал                                                                           | Ежемесячный научный журнал | Академия наук УССР, Отделение химии и химической технологии | Киев            | Наукова думка | 1925—        | 1 раз в месяц                   | русский                                    | 0041-6045  | |
| Україна                                                                                                | Украина                                                                                                | Общественно-политический литературно-художественный иллюстрированный еженедельник | — | Киев            | Радянська Україна | 1941—        | 1 раз в неделю                  | украинский                                 | 0130-5212  | Видавася також англійською мовою: «Ukraine». |
| Українська мова і література в школі                                                                   | Украинский язык и литература в школе                                                                   | Ежемесячный научно-методический журнал Министерства просвещения УССР | — | Киев            | Радянська школа | 1951—        | 1 раз в месяц                   | украинский                                 | 0130-5263  | |
| Український ботанічний журнал                                                                          | Украинский ботанический журнал                                                                         | Научный журнал; ← Научно-теоретический журнал. Орган Института ботаники им. H. Г. Холодного | Академия наук УССР, Институт ботаники им. H. Г. Холодного | Киев            | Наукова думка | 1921—        | 1 раз в 2 месяца                | украинский, резюме на английском           | 0372-4123  | |
| Український історичний журнал                                                                          | Украинский исторический журнал                                                                         | Научный журнал; ← Научный журнал. Орган Института истории Академии наук УССР, Института истории партии при ЦК КП Украины — Филиала Института марксизма-ленинизма при ЦК КПСС | Институт истории Академии наук УССР, Институт истории партии при ЦК КП Украины — Филиал Института марксизма-ленинизма при ЦК КПСС | Киев            | Наукова думка | 1957—        | 1 раз в месяц                   | украинский, резюме на английском и русском | 0130-5247  | |
| Український театр                                                                                      | Украинский театр                                                                                       | Журнал по вопросам театрального искусства. Орган Министерства культуры УССР и Украинского театрального общества | — | Киев            | Мистецтво | 1936—        | 1 раз в 2 месяца                | украинский                                 | 0207-7159  | |
| Український фізичний журнал                                                                            | Украинский физический журнал                                                                           | | — | Киев            | Наукова думка | 1956—1977    | 1 раз в месяц                   | украинский                                 | нет        | Выходил также на русском языке: «Украинский физический журнал». |
| Управляющие системы и машины                                                                           | Управляющие системы и машины                                                                           | Научно-производственный журнал; ← Научно-производственный журнал Кибернетического центра Академии наук УССР | Академия наук УССР, Научно-технический комплекс «Институт кибернетики им. В. М. Глушкова» | Киев            | Наукова думка | 1972—        | 1 раз в 2 месяца                | русский, резюме на английском              | 0130-5395  | |
| Фармацевтичний журнал                                                                                  | Фармацевтический журнал                                                                                | Двухмесячный научно-практический журнал Министерства здравоохранения УССР | — | Киев            | Здоров’я | 1928—        | 1 раз в 2 месяца                | украинский, резюме на английском и русском | 0367-3057  | |
| Физика низких температур                                                                               | Физика низких температур                                                                               | Ежемесячный научный журнал | Академия наук УССР, Отделение физики и астрономии; ← Отделение физики Академии наук УССР | Киев            | Наукова думка | 1975—        | 1 раз в месяц                   | русский, резюме на английском              | 0132-6414  | |
| Физико-химическая механика материалов                                                                  | Физико-химическая механика материалов                                                                  | Научно-технический журнал | Академия наук УССР, Отделение физико-технических проблем материаловедения | Киев            | Наукова думка | 1965—        | 1 раз в 2 месяца                | русский                                    | 0430-6252  | |
| Физиологический журнал                                                                                 | Физиологический журнал                                                                                 | Научно-теоретический журнал | Академия наук УССР, Институт физиологии им. А. А. Богомольца | Киев            | Наукова думка | 1955—        | 1 раз в 2 месяца                | русский, резюме на английском              | 0201-8489  | |
| Физиология и биохимия культурных растений = Physiology and Biochemistry of Cultivated Plants           | Физиология и биохимия культурных растений = Physiology and Biochemistry of Cultivated Plants           | Научно-теоретический журнал | Академия наук УССР, Институт физиологии растений | Киев            | Наукова думка | 1969—        | 1 раз в 2 месяца                | русский, резюме на английском              | 0522-9310  | |
| Філософська думка                                                                                      | Философская мысль                                                                                      | Научно-теоретический журнал Института философии Академии наук УССР | — | Киев            | Наукова думка | 1927—        | 1 раз в 2 месяца                | украинский                                 | 0130-5719  | |
| Химия и технология воды                                                                                | Химия и технология воды                                                                                | Научно-теоретический журнал | Академия наук УССР, Отделение общей и технической химии, Академия наук УССР, Отделение химии и химической технологии | Киев            | Наукова думка | 1979—        | 1 раз в 2 месяца                | русский, резюме на английском              | 0204-3556  | |
| Хлібороб України                                                                                       | Хлебороб Украины                                                                                       | Ежемесячный массовый научно-производственный журнал Министерства сельского хозяйства УССР | — | Киев            | Урожай | 1924—        | 1 раз в месяц                   | украинский                                 | 0131-7482  | |
| Цитология и генетика = Cytology and Genetics                                                           | Цитология и генетика = Cytology and Genetics                                                           | Научный журнал | Академия наук УССР, Институт молекулярной биологии и генетики | Киев            | Наукова думка | 1967—        | 1 раз в 2 месяца                | русский, резюме на английском              | 0564-3783  | |
| Экономика Советской Украины                                                                            | Экономика Советской Украины                                                                            | Политико-экономический журнал Госплана УССР и Академии наук УССР | — | Киев            | Радянська Україна | 1960—        | 1 раз в месяц                   | русский                                    | 0131-7741  | Видавався окремо українською мовою: «Економіка Радянської України». |
| Экспериментальная онкология = Experimental Oncology                                                    | Экспериментальная онкология = Experimental Oncology                                                    | Научно-теоретический журнал | Академия наук СССР, Отделение физиологии, АН УССР, Отделение биохимии, физиологии и теоретической медицины | Киев            | Наукова думка | 1979—        | 1 раз в 2 месяца                | русский, резюме на английском              | 0204-3564  | |
| Электронное моделирование                                                                              | Электронное моделирование                                                                              | Научно-теоретический журнал | Академия наук СССР, Отделение физико-технических проблем энергетики, Академия наук УССР, Отделение физико-технических проблем энергетики | Киев            | Наукова думка | 1979—        | 1 раз в 2 месяца                | русский, резюме на английском              | 0204-3572  | |
| Ukraine                                                                                                | Украина                                                                                                | Иллюстрированный ежемесячник, издаваемый еженедельным журналом «Украина» и печатающийся издательством «Радянська Україна»; ← Иллюстрированный ежемесячник. | — | Киев            | [б. и.]; ← Издание иллюстрированного еженедельника «Украина»                                                                     | 1970—        | 1 раз в неделю                  | английский                                 | 0203-5898  | Видавася також українською мовою: «Україна». |